# 坂本線料金所

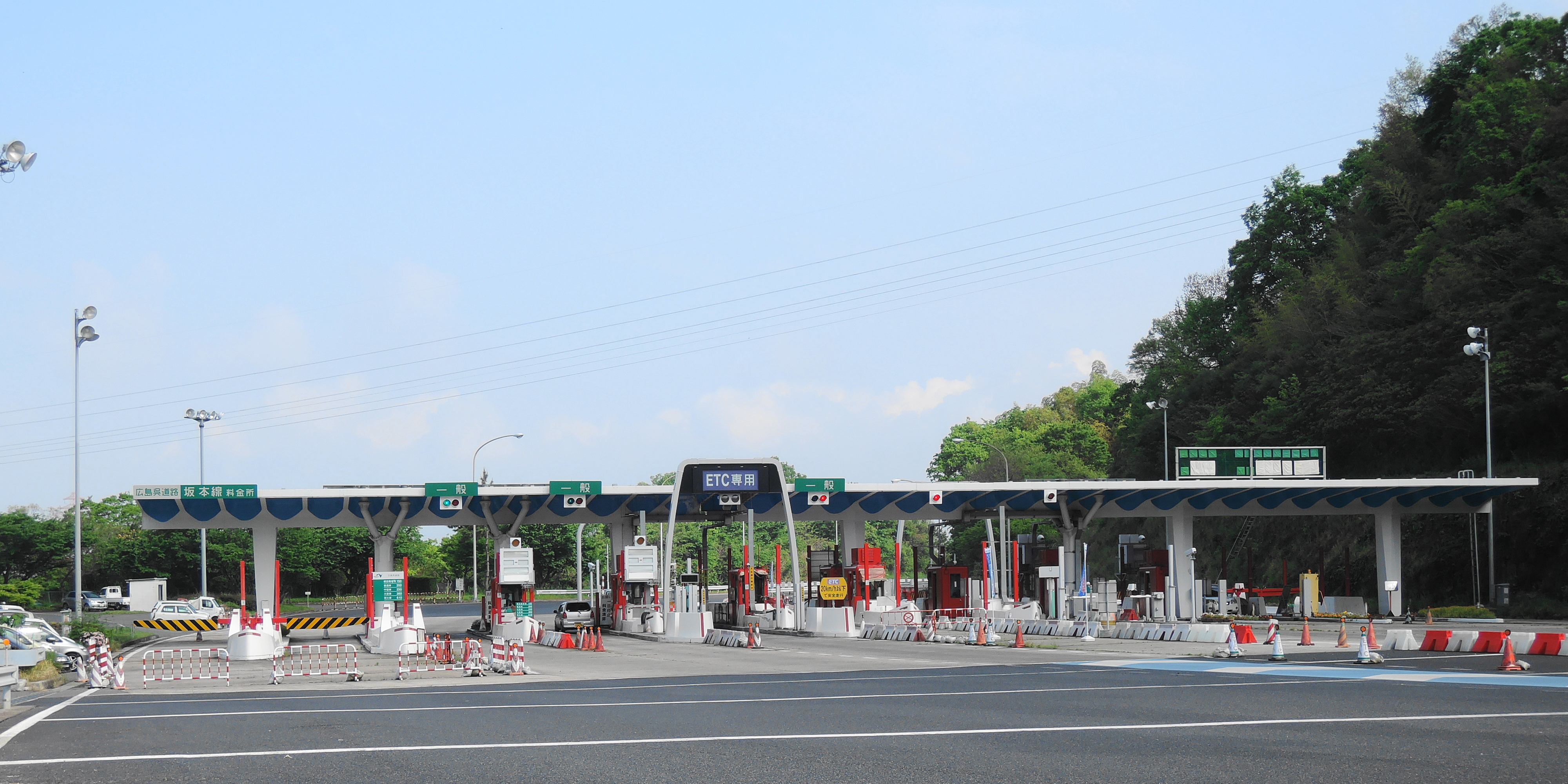
坂本線料金所

坂本線料金所（さかほんせんりょうきんじょ）は、広島県安芸郡坂町桂切の広島呉道路本線上にある料金所である。当料金所では、坂北IC - 仁保JCT間の料金が徴収される。なお、仁保JCT - 広島高速2号線仁保出入口間の料金は無料である。
料金所ブースは広島方面5個、呉方面5個であり、両方面とも各々最外側のブースは料金自動収受機による料金収受が行われていた。しかし、広島高速2号線の開通に伴い当料金所で広島高速の通行券の収受が行われるようになったため最外側のブースは廃止された。現在は両方面ともブースは4個(うち1個はETC専用)となっている。

## 歴史
- 1974年5月29日：広島呉道路仁保IC - 坂IC（現：坂北IC）開通と同時に設置。
- 2008年9月1日：ETCレーンの供用開始(仁保方面・呉方面とも内側から2番目のブースをETCレーン化)
- 2010年4月26日：広島高速2号線開通。通行券収受の必要性が生じたため、仁保方面・呉方面とも最外側のブース(無人；料金自動収受機設置)を廃止。

## 料金所施設
ブース数：8

### 呉方面
- ブース数：4
  - ETC専用：1
  - 一般：3

### 仁保方面
- ブース数：4
  - ETC専用：2
  - 一般：2

## 隣
E31 広島呉道路
(1-1)仁保JCT - 坂PA/TB - (2-1)坂北IC - (2-2)坂南IC